# Futbolo Klubas Atlantas
Il Futbolo Klubas Atlantas, meglio noto come Atlantas o Atlantas Klaipėda, è stata una società calcistica lituana con sede nella città di Klaipėda.
Nella sua storia ha vinto per quattro volte il campionato lituano con la formazione riserve e per sei volte la Coppa di Lituania, di cui quattro con la formazione riserve.

## Storia
Il club venne fondato nel 1962 come Granitas. Venne subito iscritto alla terza serie del campionato sovietico di calcio, serie in cui rimase finché ha giocato nel campionato sovietico. Nel 1970 cambiò denominazione in Atlantas, conservando il nome di Granitas per la squadra riserve che militava nel campionato lituano. Nel 1985 vinse il suo girone di Vtoraja Liga, venne ammesso alle finali e vinse il suo raggruppamento, venendo così promosso per la prima volta in Pervaja Liga. La prima partecipazione alla seconda serie sovietica si concluse con un ventitreesimo posto finale e la conseguente retrocessione in Vtoraja Liga.
Al termine della stagione 1989 il club abbandonò il campionato sovietico per accedere al costituendo campionato lituano di calcio, prendendo il posto della sua squadra riserve, il Granitas, e tornando proprio alla denominazione originaria di Granitas. Nel giro di pochi anni cambiò denominazione più volte: nel 1992 divenne Granitas-Aras, nel 1993 cambiò in PSK Aras e nel 1996 tornò alla denominazione Atlantas, che in lingua lituana significa Oceano Atlantico. Con il terzo posto conquistato al termine della A Lyga 1999 l'Atlantas venne ammesso per la prima volta a una competizione europea, la Coppa Intertoto, per l'edizione 2000: al primo turno eliminò i turchi del Kocaelispor dopo i tiri di rigore, ma venne poi eliminato al secondo turno dagli inglesi del Bradford City. L'anno seguente vinse il suo primo trofeo, la Coppa di Lituania, battendo in finale lo Žalgiris Vilnius per 1-0 grazie alla rete realizzata da Akinfenwa. Nello stesso anno partecipò per la prima volta alla Coppa UEFA, venendo però subito eliminato al turno di qualificazione dai rumeni del Rapid Bucarest. Nel 2003 vinse la Coppa di Lituania per la seconda volta, superando in finale il Vėtra dopo i tiri di rigore.
Il 20 marzo 2009 l'Atlantas, assieme allo FBK Kaunas, ritirò la propria partecipazione alla A Lyga 2009 per divergenze sorte con la federazione lituana sul modo in cui la A Lyga veniva gestita. Il 27 marzo 2009 sia l'Atlantas sia lo FBK Kaunas vennero retrocesse in 2 Lyga, terza serie del campionato lituano di calcio, per condotta non etica e altre irregolarità. Nel 2009 l'Atlantas vinse il campionato di 2 Lyga, venendo promosso in 1 Lyga, e nel 2011 ricevette la licenza di partecipazione alla A Lyga 2011. Nel giro di un paio di anni tornò ai vertici del campionato lituano, concludendo al secondo posto nel 2013 a due soli punti di distanza dallo Žalgiris Vilnius. Nel 2015 raggiunse la finale della Coppa di Lituania, venendo sconfitto dallo Žalgiris Vilnius per 2-0. Nello stesso anno raggiunse il secondo turno preliminare della UEFA Europa League: al primo turno preliminare eliminò in rimonta i lussemburghesi del Differdange, mentre al secondo turno preliminare venne eliminato dai kazaki dello Shakhter Karagandy.

## Palmarès

### Competizioni nazionali
- Campionato lituano: 4 [9]

1978, 1980, 1981, 1984
- Coppa di Lituania: 6 [10]

1977, 1981, 1983, 1986, 2001, 2003
- 1 Lyga: 1

2013
- 2 Lyga: 1

2009

### Altri piazzamenti
- Campionato della RSS lituana:

Secondo posto: 1971, 1973, 1982, 1983, 1985, 1986
- Campionato lituano:

Secondo posto: 1990, 2001, 2002, 2013, 2014-2015
Terzo posto: 1999, 2000, 2004, 2014, 2015, 2016
- Coppa di Lituania:

Finalista: 2004
Semifinalista: 2012-2013, 2013-2014, 2016

## Organico

### Rosa 2017
Rosa come da sito ufficiale.
| N. |                     | Ruolo | Calciatore           |
| -- | ------------------- | ----- | -------------------- |
| 1  | Lituania (bandiera) | P     | Deividas Mikelionis  |
| 3  | Lituania (bandiera) | D     | Vytas Gašpuitis      |
| 4  | Lituania (bandiera) | D     | Robertas Freidgeimas |
| 6  | Lituania (bandiera) | C     | Andrius Bartkus      |
| 7  | Ucraina (bandiera)  | A     | Jurij Vereščak       |
| 9  | Lituania (bandiera) | C     | Donatas Kazlauskas   |
| 10 | Lituania (bandiera) | C     | Rokas Gedminas       |
| 11 | Lituania (bandiera) | C     | Domantas Šimkus      |
| 17 | Lituania (bandiera) | D     | Markas Beneta        |
| 19 | Lituania (bandiera) | C     | Rokas Filipavičius   |
| 20 | Lituania (bandiera) | C     | Dovydas Norvilas     |

| N. |                      | Ruolo | Calciatore              |
| -- | -------------------- | ----- | ----------------------- |
| 21 | Lituania (bandiera)  | D     | Justas Raziūnas         |
| 23 | Australia (bandiera) | P     | Evan Aleksandrov Ridley |
| 24 | Lituania (bandiera)  | P     | Vincentas Šarkauskas    |
| 27 | Moldavia (bandiera)  | C     | Andrei Ciofu            |
| 32 | Lituania (bandiera)  | C     | Neilas Urba             |
| 33 | Ucraina (bandiera)   | D     | Kostjantyn Šul'c        |
| 35 | Lituania (bandiera)  | D     | Edgaras Žarskis         |
| 77 | Lituania (bandiera)  | A     | Jonas Bičkus            |

### Rosa 2018
| N. |                     | Ruolo | Calciatore           |
| -- | ------------------- | ----- | -------------------- |
| 1  | Polonia (bandiera)  | P     | Dawid Smug           |
| 2  | Lituania (bandiera) | D     | Gustas Gumbaravičius |
| 4  | Lituania (bandiera) | D     | Gleb Son             |
| 5  | Brasile (bandiera)  | D     | Leandro da Silva     |
| 6  | Lituania (bandiera) | D     | Andrius Bartkus      |
| 7  | Lituania (bandiera) | A     | Tadas Labukas        |
| 8  | Ucraina (bandiera)  | C     | Yuriy Teterenko      |
| 10 | Lituania (bandiera) | C     | Marius Papšys        |
| 15 | Russia (bandiera)   | D     | Martun Abovyan       |
| 19 | Lituania (bandiera) | C     | Dovydas Norvilas     |
| 20 | Lituania (bandiera) | C     | Benas Babenskas      |

| N. |                     | Ruolo | Calciatore         |
| -- | ------------------- | ----- | ------------------ |
| 22 | Ucraina (bandiera)  | C     | Bogdan Mitsik      |
| 25 | Lituania (bandiera) | D     | Nerijus Beresna    |
| 26 | Lituania (bandiera) | C     | Jonas Latakas      |
| 32 | Ucraina (bandiera)  | P     | Denys Khvalytskyi  |
| 43 | Lituania (bandiera) | D     | Deividas Šiuša     |
| 44 | Ucraina (bandiera)  | A     | Yuriy Zakharkiv    |
| 55 | Lituania (bandiera) | P     | Eimantas Graželis  |
| 73 | Lituania (bandiera) | C     | Vladislav Kučerov  |
| 77 | Ucraina (bandiera)  | D     | Ruslan Marushka    |
| 89 | Lituania (bandiera) | C     | Dominykas Čiesna   |
| 97 | Uruguay (bandiera)  | A     | Bruno Lemiechevsky |
| 99 | Lituania (bandiera) | A     | Deividas Lukošius  |